# Jan Allan Müller
Pour les articles homonymes, voir Müller.
Jan Allan Müller, né le 25 juillet 1969 à Vágur aux îles Féroé, est un footballeur international féroïen, qui évoluait au poste d'attaquant.

## Biographie

### Carrière en club
Le 10 octobre 1990, Jan Allan Müller rejoint le club professionnel du Go Ahead Eagles en Eerste Divisie, où il signe son premier contrat professionnel. À la fin de la saison, il retourne au VB Vágur.
En juillet 1994, il part au Danemark, et retrouve le football professionnel. Il joue pour les clubs de l'AC Horsens, l'Esbjerg fB et du Svendborg fB en 1. Division, entre 1994 et 1999.
Au cours de sa carrière de joueur, Jan Allan Müller dispute notamment 117 matchs en première division féroïenne, pour 57 buts inscrits,.

### Carrière internationale
Jan Allan Müller compte 34 sélections et 4 buts avec l'équipe des îles Féroé entre 1988 et 1998,.
Il est convoqué pour la première fois en équipe des îles Féroé par le sélectionneur national Páll Guðlaugsson, pour un match amical contre l'Islande le 24 août 1988. Il entre à la 75e minute de la rencontre, à la place de Jens Erik Rasmussen. Le match se solde par une défaite 1-0 des Féroïens. 
Le 12 octobre 1994, il inscrit son premier but en sélection contre l'Écosse, lors d'un match des éliminatoires de l'Euro 1996. Le match se solde par une défaite 5-1 des Féroïens. 
Il reçoit sa dernière sélection le 4 juin 1998 contre l'Estonie. Le match se solde par une défaite 5-0 des Féroïens.

## Palmarès
- Avec le KÍ Klaksvík
  - Champion des îles Féroé en 1999
  - Vainqueur de la Coupe des îles Féroé en 1999

## Statistiques

### Buts en sélection
Le tableau suivant liste tous les buts inscrits par Jan Allan Müller avec l'équipe des îles Féroé.